# Aechmea calyculata
Aechmea calyculata es una especie fanerógama de la familia de Bromeliáceas. Es originaria de Argentina y Brasil, donde se encuentra en la Mata Atlántica.

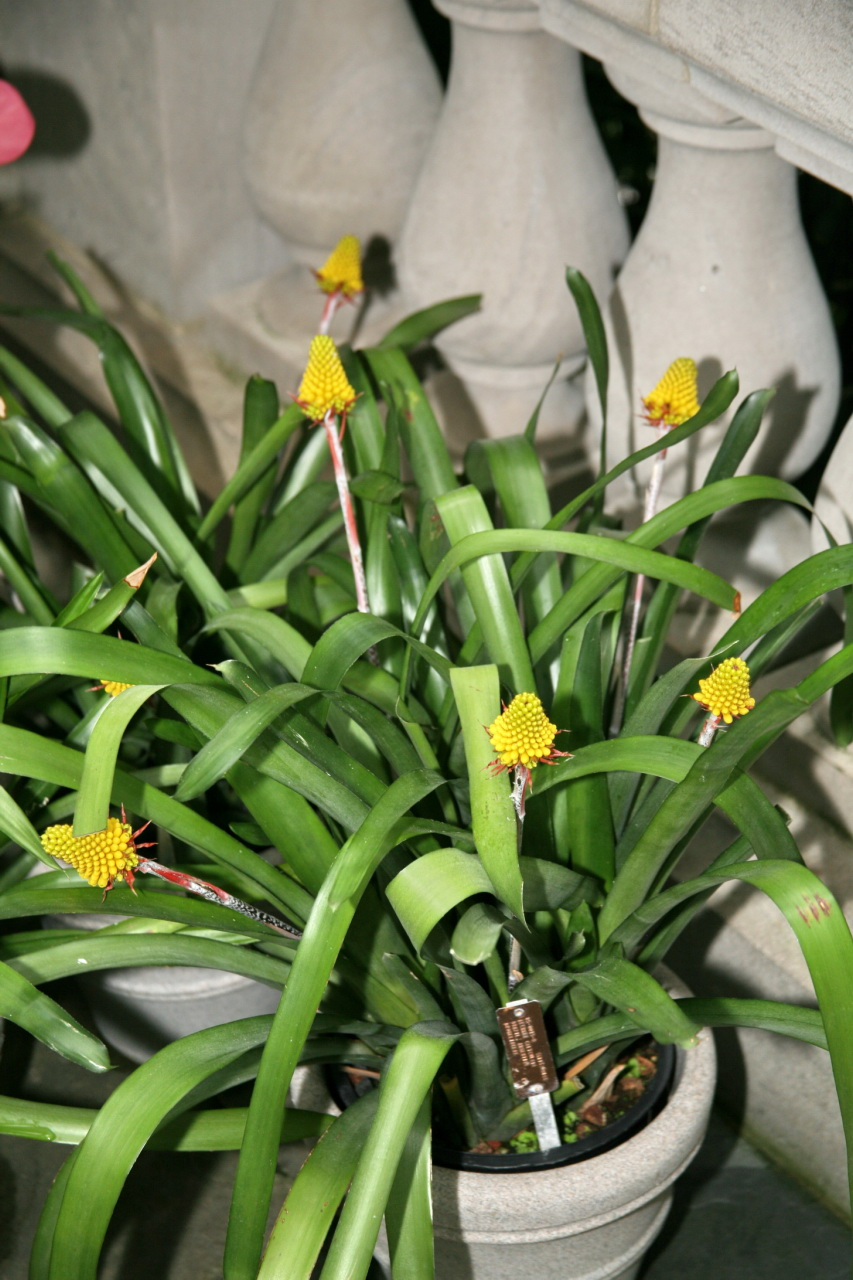
Vista de la planta

## Cultivares
- Aechmea 'Alaya'
- Aechmea 'Ann Vincent'
- Aechmea 'Gemma'
- Aechmea 'Len Butt'
- Aechmea 'Mini-Cal'
- Aechmea 'Phoenix'
- Aechmea 'Solo'
- xNidumea 'Loeseneri'

## Taxonomía
Aechmea calyculata fue descrita por (E.Morren) Baker y publicado en Journal of Botany, British and Foreign 17: 232. 1879.
Etimología
Aechmea: nombre genérico que deriva del griego akme ("punta"), en alusión a los picos rígidos con los que está equipado el cáliz.
calyculata: epíteto latino que significa "con cáliz pequeño".
Sinonimia
- Aechmea gamosepala A.Cast.
- Aechmea lutea (Regel & Linden) Voss
- Aechmea selloana Baker
- Aechmea thyrsigera Speg.
- Billbergia lutea Linden
- Chevaliera thyrsigera (Speg.) Mez
- Hohenbergia calyculata (E.Morren) Baker
- Hoplophytum calyculatum E.Morren
- Macrochordion luteum Regel & Linden
- Macrochordion nudiusculum K.Koch
- Macrochordium luteum Regel & Linden
- Macrochordium nudiusculum K. Koch
- Ortgiesia calyculata (E.Morren) L.B.Sm. & W.J.Kress[4][5]